# Alassane N'Diaye (football, 1991)
Ne doit pas être confondu avec Alassane N'Diaye (football, 1990).
Pour les articles homonymes, voir Alassane N'Diaye et N'Diaye.
Alassane N'Diaye, né le 14 juin 1991 à Limoges, est un footballeur français jouant au poste de milieu latéral à l'AC Ajaccio.

## Biographie

### Formation et débuts dans les divisions inférieures
Encore adolescent, il fréquente le centre de formation des Chamois niortais, jusqu'à y intégrer l'équipe réserve alors en CFA2 en 2008-2009. Progressivement, il commence à s'entraîner avec l'équipe première qui évolue au niveau supérieur, en CFA mais ne joue qu'une fin de rencontre seulement, en plus d'un match de Coupe de France. La saison suivante ne s'avère pas plus prolifique avec une seule rencontre jouée tandis que la formation niortaise vient de monter en National. La saison 2011-2012 l'amène à avoir un meilleur temps de jeu, même si celui-ci se limite à des entrées en tant que remplaçant. Il inscrit son premier but en tant que professionnel contre Cherbourg le 12 octobre 2011. Finalement, lors de sa dernière saison niortaise, il participe à 18 rencontres de National, marquant à deux reprises, ainsi que quatre matchs de Coupe de France.
En fin de contrat à Niort et après une année où le club accède à la Ligue 2, Alassane N'Diaye est pressenti pour rejoindre le Grenoble Foot 38, club pour lequel il indique son intérêt à l'entraîneur Olivier Saragaglia et où il est prêt à s'engager deux ans. Mais, la reprise de l'entraînement n'étant prévue que tardivement, il continue à rechercher un point de chute au niveau supérieur. Ainsi, il est mis à l'essai par le CA Bastia, alors qu'il n'a toujours pas signé à Grenoble, et le club corse finit par l'engager pour entamer sa première saison de National.

### CA Bastia
En National, avec le CA Bastia, Alassane devient un élément essentiel de la formation corse, ne manquant qu'une seule rencontre de championnat et jouant quasiment toutes les rencontres dans leur intégralité. Avec 37 rencontres de championnat et un total de dix buts, dont un doublé contre Bourg-Péronnas, il s'impose rapidement à l'attaque de son équipe. De plus, il inscrit quatre buts en six rencontres de Coupe de France, dont un doublé, un but contre l'autre équipe de la ville, le SC Bastia, dans une rencontre jouée à Ajaccio, ainsi que face au Stade brestois 29. À l'issue de la saison 2012-2013 de National, le club corse est promu en Ligue 2 pour la première fois de son histoire. Titulaire dès la première journée contre le RC Lens, il commence la saison sur le terrain avant de se blesser en raison d'une déchirure à la cuisse gauche qui l'éloigne des pelouses pendant un mois. Il reprend ensuite sa place dans l'équipe bastiaise mais son temps de jeu se raréfie progressivement jusqu'à la trêve hivernale. Son premier but en Ligue 2 intervient le 7 février 2014 quand il inscrit la seule réalisation du CA Bastia à l'occasion d'une défaite 4-1 à domicile contre Châteauroux. Il achève sa première saison avec 29 rencontres de championnat disputées pour seulement deux buts.
Le club corse finit la saison de Ligue 2 2013-2014 à la dernière position et est donc relégué en National.

### RC Strasbourg
Alassane N'Diaye signe pour l'AC Arles-Avignon à la fin du mois de juin 2014. Après seulement une rencontre jouée en Ligue 2, Alassane est prêté en National, au RC Strasbourg, jusqu'à la fin de la saison.
Il marque son premier but avec le RC Strasbourg lors de la première journée du championnat de National contre l'US Colomiers bien qu'étant remplaçant au coup d'envoi. Il finit meilleur buteur de son équipe sur la phase aller avec quatre buts inscrits (tous inscrits à l'exterieur). Il marque son cinquième but de la saison, toujours à l'extérieur, contre Épinal, à la 77e minute de jeu. Il marque son premier but à domicile, son sixième de la saison, à l'occasion de la 21e journée de championnat contre le SR Colmar. Cette rencontre rassemble 25 096 spectateurs, un record d'affluence pour une rencontre en National. Il inscrit son septième but en championnat lors de l'avant dernière journée de championnat à Luçon du pied droit qui contribue à la victoire par trois buts à un de son équipe. Il joue son dernier match de la saison au stade de la Meinau à guichets fermés puisque 26 800 spectateurs étaient présents, dépassant ainsi l'affluence de la rencontre contre Colmar et établissant donc un nouveau record. Il finit la saison en ayant inscrit sept buts et effectue trois passes décisives en 33 rencontres, dont 24 en tant que titulaire, ce qui en fait le deuxième meilleur buteur du club sur la saison 2014-2015. Sur le plan collectif, le Racing Club de Strasbourg finit à la quatrième place du championnat de National et n'accède donc pas à la Ligue 2.

### AC Arles-Avignon
Après un prêt d'une saison au RC Strasbourg, il retourne à l'AC Arles-Avignon qui a terminé à la dernière place de Ligue 2 et descend donc en National. Relégué sportivement, l'AC Arles-Avignon va aussi l'être administrativement et retombe alors en CFA et Alassane se voit donc libre de tout contrat.

### Stade lavallois
À la suite de ce contretemps, N'Diaye signe en faveur du Stade lavallois, retournant ainsi en Ligue 2 pour une durée de deux ans. Il inscrit son premier but avec Laval en Ligue 2 contre Nîmes lors de la 19e journée.

### Al-Taawoun
En janvier 2017, N'Diaye choisit de jouer en Arabie saoudite en signant pour Al-Taawoun. Il joue 16 matchs pour cinq buts mais ne s'éternise pas dans le pays et opte pour un retour en France.

### Clermont Foot
Le 6 juillet 2017, N'Diaye s'engage pour trois saisons au sein club auvergnat du Clermont Foot 63.

### AC Ajaccio
Le 5 juin 2020, après trois saisons et plus de cent rencontres avec Clermont, N'Diaye s'engage avec l'AC Ajaccio. Il retourne ainsi en Corse après son passage au CA Bastia de 2012 à 2014.

## Statistiques
| Saison                | Club                  | Championnat           | Championnat | Championnat | Coupe nationale | Coupe nationale | Coupe de la Ligue | Coupe de la Ligue | Compétition(s) continentale(s) | Compétition(s) continentale(s) | Compétition(s) continentale(s) | Total | Total |
| Saison                | Club                  | Division              | M.          | B.          | M.              | B.              | M.                | B.                | Comp.                          | M.                             | B.                             | M.    | B.    |
| 2009-2010             | Chamois niortais      | CFA                   | 1           | 0           | 1               | 0               | -                 | -                 | -                              | -                              | -                              | 2     | 0     |
| 2010-2011             | Chamois niortais      | National              | 1           | 0           | 0               | 0               | -                 | -                 | -                              | -                              | -                              | 1     | 0     |
| 2011-2012             | Chamois niortais      | National              | 18          | 2           | 4               | 0               | -                 | -                 | -                              | -                              | -                              | 22    | 2     |
| Sous-total            | Sous-total            | Sous-total            | 20          | 2           | 5               | 0               | 0                 | 0                 | -                              | -                              | -                              | 25    | 2     |
| 2012-2013             | CA Bastia             | National              | 37          | 10          | 6               | 4               | -                 | -                 | -                              | -                              | -                              | 43    | 14    |
| 2013-2014             | CA Bastia             | Ligue 2               | 29          | 2           | 4               | 0               | 1                 | 0                 | -                              | -                              | -                              | 34    | 2     |
| Sous-total            | Sous-total            | Sous-total            | 66          | 12          | 10              | 4               | 1                 | 0                 | -                              | -                              | -                              | 77    | 16    |
| 2014-2015             | AC Arles-Avignon      | Ligue 2               | 1           | 0           | -               | -               | -                 | -                 | -                              | -                              | -                              | 1     | 0     |
| 2014-2015             | RC Strasbourg (prêt)  | National              | 32          | 7           | 5               | 2               | -                 | -                 | -                              | -                              | -                              | 37    | 9     |
| 2015-2016             | Stade lavallois       | Ligue 2               | 21          | 2           | 2               | 0               | 4                 | 0                 | -                              | -                              | -                              | 27    | 2     |
| 2016-2017             | Stade lavallois       | Ligue 2               | 17          | 4           | 1               | 0               | 3                 | 0                 | -                              | -                              | -                              | 21    | 4     |
| Sous-total            | Sous-total            | Sous-total            | 38          | 6           | 3               | 0               | 7                 | 0                 | -                              | -                              | -                              | 48    | 6     |
| 2016-2017             | Al-Taawoun            | Premier League        | 8           | 3           | 3               | 2               | -                 | -                 | ACL                            | 6                              | 2                              | 17    | 7     |
| 2017-2018             | Clermont Foot 63      | Ligue 2               | 38          | 2           | 1               | 0               | 3                 | 1                 | -                              | -                              | -                              | 42    | 3     |
| 2018-2019             | Clermont Foot 63      | Ligue 2               | 36          | 3           | 3               | 0               | 2                 | 0                 | -                              | -                              | -                              | 41    | 3     |
| 2019-2020             | Clermont Foot 63      | Ligue 2               | 19          | 1           | 1               | 0               | 2                 | 1                 | -                              | -                              | -                              | 22    | 2     |
| Sous-total            | Sous-total            | Sous-total            | 93          | 6           | 5               | 0               | 7                 | 2                 | -                              | -                              | -                              | 105   | 8     |
| 2020-2021             | AC Ajaccio            | Ligue 2               | 7           | 0           | 2               | 0               | -                 | -                 | -                              | -                              | -                              | 9     | 0     |
| 2021-2022             | AC Ajaccio            | Ligue 2               | 12          | 0           | 1               | 0               | -                 | -                 | -                              | -                              | -                              | 13    | 0     |
| 2022-2023             | AC Ajaccio            | Ligue 1               | 0           | 0           | 0               | 0               | -                 | -                 | -                              | -                              | -                              | 0     | 0     |
| Sous-total            | Sous-total            | Sous-total            | 19          | 0           | 3               | 0               | -                 | -                 | -                              | -                              | -                              | 22    | 0     |
| Total sur la carrière | Total sur la carrière | Total sur la carrière | 277         | 36          | 34              | 8               | 15                | 2                 | -                              | 6                              | 2                              | 332   | 48    |